# Eupithecia basifasciata
Eupithecia basifasciata är en fjärilsart som beskrevs av Karl Dietze 1913. Eupithecia basifasciata ingår i släktet Eupithecia och familjen mätare. Inga underarter finns listade i Catalogue of Life.